# Pandanus conicus
Pandanus conicus är en enhjärtbladig växtart som beskrevs av Harold St.John. Pandanus conicus ingår i släktet Pandanus och familjen Pandanaceae. Inga underarter finns listade.